# Tour Down Under 2002
La 4.ª edición del Tour Down Under (llamado oficialmente: Santos Tour Down Under) fue una carrera de ciclismo en ruta por etapas que se celebró entre el 15 y el 20 de enero de 2002 en Australia con inicio en la ciudad de Glenelg y final en la ciudad Adelaida sobre un recorrido de 633 kilómetros.
La carrera fue ganada por el corredor australiano Michael Rogers, en segundo lugar Alexandre Botcharov y en tercer lugar Patrick Jonker.

## Clasificaciones finales
- Las clasificaciones finalizaron de la siguiente forma:[3]

### Clasificación general
| \| Clasificación general \| Clasificación general \| Clasificación general \| Clasificación general \| Clasificación general \| \| Ciclista \| Ciclista \| Equipo \| Tiempo \| \| \| --------------------- \| --------------------- \| --------------------- \| --------------------- \| --------------------- \| \| 1.º \| Michael Rogers \| Mapei-Quick Step \| 16 h 59 min 44 s \| \| \| 2.º \| Aleksandr Bocharov \| AG2R Prévoyance \| + 21 s \| \| \| 3.º \| Patrick Jonker \| BigMat-Auber 93 \| + 30 s \| \| \| 4.º \| Cadel Evans \| Mapei-Quick Step \| + 40 s \| \| \| 5.º \| Daniele Nardello \| Mapei-Quick Step \| + 58 s \| \| \| 6.º \| Paul Van Hyfte \| CSC-Tiscali \| + 3 min 14 s \| \| \| 7.º \| Stuart O'Grady \| Crédit Agricole \| + 3 min 57 s \| \| \| 8.º \| Andrea Tafi \| Mapei-Quick Step \| + 4 min 36 s \| \| \| 9.º \| Anthony Morin \| Crédit Agricole \| + 4 min 40 s \| \| \| 10.º \| Steffen Wesemann \| Telekom \| + 5 min 28 s \| \| |                    |                  |                  |
| |                    |                  |                  |
| Fuente: ProCyclingStats |                    |                  |                  |
| Clasificación general |                    |                  |                  |
| Ciclista | Ciclista           | Equipo           | Tiempo           |
| 1.º | Michael Rogers     | Mapei-Quick Step | 16 h 59 min 44 s |
| 2.º | Aleksandr Bocharov | AG2R Prévoyance  | + 21 s           |
| 3.º | Patrick Jonker     | BigMat-Auber 93  | + 30 s           |
| 4.º | Cadel Evans        | Mapei-Quick Step | + 40 s           |
| 5.º | Daniele Nardello   | Mapei-Quick Step | + 58 s           |
| 6.º | Paul Van Hyfte     | CSC-Tiscali      | + 3 min 14 s     |
| 7.º | Stuart O'Grady     | Crédit Agricole  | + 3 min 57 s     |
| 8.º | Andrea Tafi        | Mapei-Quick Step | + 4 min 36 s     |
| 9.º | Anthony Morin      | Crédit Agricole  | + 4 min 40 s     |
| 10.º | Steffen Wesemann   | Telekom          | + 5 min 28 s     |